# المباريات الفاصلة التأهيلية في كأس الاتحاد الآسيوي 2017
لعبت المباريات الفاصلة التأهيلية في كأس الاتحاد الآسيوي 2017 في الفترة من 30 يناير إلى 28 فبراير 2017. يُنافس ما مجموعه 23 فريقًا في المباريات الفاصلة التأهيلية لتحديد خمسة من أصل 34 مكانًا في مرحلة المجموعات من كأس الاتحاد الآسيوي 2017.

## الفرق
الفرق الـ14 التالية، التي قسمت إلى خمس مناطق (منطقة غرب آسيا، منطقة آسيا الوسطى، منطقة جنوب آسيا، منطقة آسيان، منطقة شرق آسيا) دخلت المباريات الفاصلة التأهيلية، التي تتكون من جولتين:
- 8 فرق دخلت في الجولة التمهيدية.
- 6 فرق دخلت في جولة المباريات الفاصلة.

في الأصل دخل 17 فريقًا (10 في الجولة التمهيدية و7 في جولة المباريات الفاصلة) قبل انسحاب فرق في منطقة شرق آسيا.
| المنطقة           | فرق تدخل في جولة المباريات الفاصلة                              | فرق تدخل في الجولة التمهيدية                   |
| ----------------- | --------------------------------------------------------------- | ---------------------------------------------- |
| منطقة غرب آسيا    | - السويق - شباب الخليل                                          |                                                |
| منطقة آسيا الوسطى |                                                                 | - حاصلات - بلخان - دوردوي - شاهين أسمايي       |
| منطقة جنوب آسيا   |                                                                 | - موهون باغان - فالنسيا - تيفمو سيتي - كولومبو |
| منطقة آسيان       | - هوم يونايتد - لاو تويوتا - بويونغ كيت أنغكور - بنوم بنه كراون |                                                |
| منطقة شرق آسيا    | - كيغوانتشا                                                     | - تاتونغ - إركيم                               |

## النظام
In the qualifying play-off, each tie is played on a home-and-away ذهاب وإياب basis. The قانون أهداف خارج الديار, وقت إضافي (away goals would not apply in extra time) and ركلات جزاء ترجيحية (كرة قدم) are used to decide the winner if necessary (Regulations Article 9.3). The five winners of the play-off round advance to the مرحلة المجموعات في كأس الاتحاد الآسيوي 2017 to join the 29 direct entrants.

## الجدول الزمني
The schedule of each round is as follows (W: West Asia Zone; C: Central Asia Zone; S: South Asia Zone; A: ASEAN Zone; E: East Asia Zone).
| الجولة                 | W, A             | W, A            | C, S           | C, S           |
| الجولة                 | مباراة الذهاب    | مباراة الإياب   | مباراة الذهاب  | مباراة الإياب  |
| ---------------------- | ---------------- | --------------- | -------------- | -------------- |
| الجولة التمهيدية       | لم تلعب          | لم تلعب         | 31 يناير 2017  | 7 فبراير 2017  |
| جولة المباريات الفاصلة | 30–31 يناير 2017 | 6–7 فبراير 2017 | 21 فبراير 2017 | 28 فبراير 2017 |

## القوس
The bracket of the qualifying play-off was determined by the AFC based on the تصنيف مسابقات الأندية الآسيوية of each team, with the team from the higher-ranked association hosting the second leg. Teams from the same association in the ASEAN Zone could not be placed into the same play-off.

### مباراة فاصلة غرب آسيا
الفائز يصعد إلى المجموعة أ.
|  | جولة المباريات الفاصلة |             |   |   |   |
|  |                        |             |   |   |   |
|  | شباب الخليل            | شباب الخليل | 2 | 1 | 3 |
|  | السويق                 | السويق      | 1 | 3 | 4 |

### مباراة فاصلة آسيا الوسطى
الفائز يصعد إلى المجموعة د.
|  | الجولة التمهيدية | الجولة التمهيدية | الجولة التمهيدية | الجولة التمهيدية | الجولة التمهيدية |  |  | جولة المباريات الفاصلة | جولة المباريات الفاصلة | جولة المباريات الفاصلة | جولة المباريات الفاصلة | جولة المباريات الفاصلة |  |
|  |                  |                  |                  |                  |                  |  |  |                        |                        |                        |                        |                        |  |
|  | 1                | دوردوي           | 1                |                  |                  |  |  |                        |                        |                        |                        |                        |  |
|  | 1                | دوردوي           | 1                |                  |                  |  |  |                        |                        |                        |                        |                        |  |
|  | 4                | بلخان            | 1                |                  |                  |  |  |                        |                        |                        |                        |                        |  |
|  | 4                | بلخان            | 1                | فائز C1.2        |                  |  |  |                        |                        |                        |                        |                        |  |
|  |                  |                  |                  |                  |                  |  |  |                        |                        |                        |                        |                        |  |
|  |                  |                  | فائز C1.1        |                  |                  |  |  |                        |                        |                        |                        |                        |  |
|  | 3                | شاهين أسمايي     | 0                |                  |                  |  |  |                        |                        |                        |                        |                        |  |
|  | 3                | شاهين أسمايي     | 0                |                  |                  |  |  |                        |                        |                        |                        |                        |  |
|  | 2                | حاصلات           | 1                |                  |                  |  |  |                        |                        |                        |                        |                        |  |

### مباراة فاصلة جنوب آسيا
الفائز يصعد إلى المجموعة ر.
|  | الجولة التمهيدية | الجولة التمهيدية        | الجولة التمهيدية | الجولة التمهيدية | الجولة التمهيدية |  |  | جولة المباريات الفاصلة | جولة المباريات الفاصلة | جولة المباريات الفاصلة | جولة المباريات الفاصلة | جولة المباريات الفاصلة |  |
|  |                  |                         |                  |                  |                  |  |  |                        |                        |                        |                        |                        |  |
|  | 1                | Thimphu City            | 0                |                  |                  |  |  |                        |                        |                        |                        |                        |  |
|  | 1                | Thimphu City            | 0                |                  |                  |  |  |                        |                        |                        |                        |                        |  |
|  | 4                | نادي فالنسيا (المالديف) | 0                |                  |                  |  |  |                        |                        |                        |                        |                        |  |
|  | 4                | نادي فالنسيا (المالديف) | 0                | Winner S1.2      |                  |  |  |                        |                        |                        |                        |                        |  |
|  |                  |                         |                  |                  |                  |  |  |                        |                        |                        |                        |                        |  |
|  |                  |                         | Winner S1.1      |                  |                  |  |  |                        |                        |                        |                        |                        |  |
|  | 3                | كولومبو                 | 1                |                  |                  |  |  |                        |                        |                        |                        |                        |  |
|  | 3                | كولومبو                 | 1                |                  |                  |  |  |                        |                        |                        |                        |                        |  |
|  | 2                | موهون باغان             | 2                |                  |                  |  |  |                        |                        |                        |                        |                        |  |

### مباراة فاصلة آسيان 1
الفائز يصعد إلى المجموعة ط.
|  | جولة المباريات الفاصلة |                |   |  |  |
|  |                        |                |   |  |  |
|  | بنوم بنه كراون         | بنوم بنه كراون | 3 |  |  |
|  | هوم يونايتد            | هوم يونايتد    | 4 |  |  |

### مباراة فاصلة آسيان 2
الفائز يصعد إلى المجموعة س.
|  | جولة المباريات الفاصلة |                      |   |  |  |
|  |                        |                      |   |  |  |
|  | بويونغ كيت روبر فيلد   | بويونغ كيت روبر فيلد | 1 |  |  |
|  | لاو تويوتا             | لاو تويوتا           | 1 |  |  |

### مباراة فاصلة شرق آسيا
المباريات الفاصلة التأهيلية لمنطقة شرق آسيا لم تلعب بسبب انسحاب الفرق.
- Kigwancha advanced directly to مرحلة المجموعات في كأس الاتحاد الآسيوي 2017 after Rovers (Guam) withdrew from the group stage.
- إركيم advanced directly to مرحلة المجموعات في كأس الاتحاد الآسيوي 2017 after نادي شركة طاقة تايوان and نادي تاتونغ (both Chinese Taipei) withdrew from the group stage and qualifying play-off respectively.

## الجولة التمهيدية
| الفريق الأول      | إجم.              | الفريق الثاني     | مباراة الذهاب     | مباراة الإياب     |
| منطقة آسيا الوسطى | منطقة آسيا الوسطى | منطقة آسيا الوسطى | منطقة آسيا الوسطى | منطقة آسيا الوسطى |
| ----------------- | ----------------- | ----------------- | ----------------- | ----------------- |
| شاهين أسمايي      | C1.1              | حاصلات            | 0–1               | 7 فبراير          |
| دوردوي            | C1.2              | بلخان             | 1–1               | 7 فبراير          |
| منطقة جنوب آسيا   |                   |                   |                   |                   |
| كولومبو           | S1.1              | موهون باغان       | 1–2               | 7 فبراير          |
| تيمفو سيتي        | S1.2              | فالنسيا           | 0–0               | 7 فبراير          |

### منطقة آسيا الوسطى
| شاهين أسمايي | 0–1   | حاصلات              |
| ------------ | ----- | ------------------- |
|              | تقرير | إبراهيم رابيموف 35' |

| حاصلات | ضد    | شاهين أسمايي |
| ------ | ----- | ------------ |
|        | تقرير |              |

| دوردوي           | 1–1   | بلخان                   |
| ---------------- | ----- | ----------------------- |
| آليشر عزيزوف 78' | تقرير | نورتاغان ماميدالييف 69' |

| بلخان | ضد    | دوردوي |
| ----- | ----- | ------ |
|       | تقرير |        |

### منطقة جنوب آسيا
| كولومبو          | 1–2   | موهون باغان                    |
| ---------------- | ----- | ------------------------------ |
| أفيز أولوفين 30' | تقرير | كين ليويس 13' · سهناج سينغ 70' |

| موهون باغان | ضد    | كولومبو |
| ----------- | ----- | ------- |
|             | تقرير |         |

| تيمفو سيتي | 0–0   | فالنسيا |
| ---------- | ----- | ------- |
|            | تقرير |         |

| فالنسيا | ضد    | تيمفو سيتي |
| ------- | ----- | ---------- |
|         | تقرير |            |

## جولة المباريات الفاصلة
| الفريق الأول      | إجم.           | الفريق الثاني  | مباراة الذهاب  | مباراة الإياب  |
| منطقة غرب آسيا    | منطقة غرب آسيا | منطقة غرب آسيا | منطقة غرب آسيا | منطقة غرب آسيا |
| ----------------- | -------------- | -------------- | -------------- | -------------- |
| شباب الخليل       | 3–4            | السويق         | 2–1            | 1–3            |
| منطقة آسيا الوسطى |                |                |                |                |
| فائز C1.2         | C2.1[†]        | فائز C1.1      | 21 فبراير      | 28 فبراير      |
| منطقة جنوب آسيا   |                |                |                |                |
| فائز S1.2         | S2.1[†]        | فائز S1.1      | 21 Feb         | 28 Feb         |
| منطقة آسيان       |                |                |                |                |
| بنوم بن كراون     | A2.1           | هوم يونايتد    | 3–4            | 7 فبراير       |
| بويونغ كيت أنغكور | A2.2           | لاو تويوتا     | 1–1            | 7 فبراير       |

1. † Order of legs to be determined based on actual identity of the two teams, with the team from the higher-ranked association hosting the second leg.

### منطقة غرب آسيا
| شباب الخليل                       | 2–1   | السويق         |
| --------------------------------- | ----- | -------------- |
| فهد عتال 56' · أحمد أبو ناهية 73' | تقرير | حسن السعدي 37' |

| السويق                                                           | 3–1   | شباب الخليل       |
| ---------------------------------------------------------------- | ----- | ----------------- |
| مؤمن إغبارية 26' (ه.ذ.) · محسن الغساني 45+3' · العبد النوفلي 66' | تقرير | أسامة شعبان 90+4' |

### منطقة آسيا الوسطى
| فائز C1.2 | ضد    | فائز C1.1 |
| --------- | ----- | --------- |
|           | تقرير |           |

| فائز C1.1 | ضد    | فائز C1.2 |
| --------- | ----- | --------- |
|           | تقرير |           |

### منطقة جنوب آسيا
| Winner S1.2 | ضد    | Winner S1.1 |
| ----------- | ----- | ----------- |
|             | تقرير |             |

| Winner S1.1 | ضد    | Winner S1.2 |
| ----------- | ----- | ----------- |
|             | تقرير |             |

### منطقة آسيان
| بنوم بنه كراون                                           | 3–4   | هوم يونايتد                                                          |
| -------------------------------------------------------- | ----- | -------------------------------------------------------------------- |
| فوتا ناكامورا 45+2' · كيو سوكنغون 84' · شاني بويسن 90+3' | تقرير | فارس راملي 35' (ركلة.)، 36' · ستيبي بلايزبات 70' · عز الدين شفيق 86' |

| هوم يونايتد | ضد    | بنوم بنه كراون |
| ----------- | ----- | -------------- |
|             | تقرير |                |

| بويونغ كيت أنغكور | 1–1   | لاو تويوتا                 |
| ----------------- | ----- | -------------------------- |
| كون لابورافي 17'  | تقرير | فونغدالاسيني سايولاسوك 23' |

| لاو تويوتا | ضد    | بويونغ كيت أنغكور |
| ---------- | ----- | ----------------- |
|            | تقرير |                   |

## وصلات خارجية
- كأس الاتحاد الآسيوي، the-AFC.com